# Tőkés Lajos
Tőkés Lajos (Nagyvárad, 1873. április 24. – Budapest, 1951. szeptember 13.)  piarista tanár, botanikus. 

## Életrajza
Természetrajz-földrajz szakos oklevelét 1898-ban Kolozsváron nyerte. Rendjének több gimnáziumában tanított; 1907-ben a selmecbányai erdészeti főiskolán a növénytan adjunktusa is volt. 
Budapesten hunyt el 78 évesen, 1951. szeptember 13-án.

## Munkássága
Temesvárott megindította és szerkesztette a Természettudományi Füzeteket. Több tankönyvet is írt.

## Főbb munkái
- Vác és környékének edényes növényzete (Vác, 1899)
- Ásványhatározó (Budapest, 1900)
- Az elterjedés növénybiológiai alapjelenségei (Temesvár, 1901)
- Temesvár környékének edényes növényzete (Temesvár, 1905)
- Levélkulcs a fák és cserjék  335 fajának megismeréséhez (Nagykanizsa, 1908)